# Pèl·let (combustible)
|  | Per a altres significats, vegeu «pèl·let». |

El pèl·let (més sovint dit en plural: pèl·lets) o granulat de fusta és un tipus de combustible granulat aglomerat a base de biomassa, produït a partir de residus forestals, de residus de la indústria de la fusta i de l'agroalimentària, així com de plantes anuals cultivades per a la bioenergia. La paraula deriva de l'anglès 'pellet', que prové del francès 'pelote' (pilota), boleta esfèrica o ovoide.

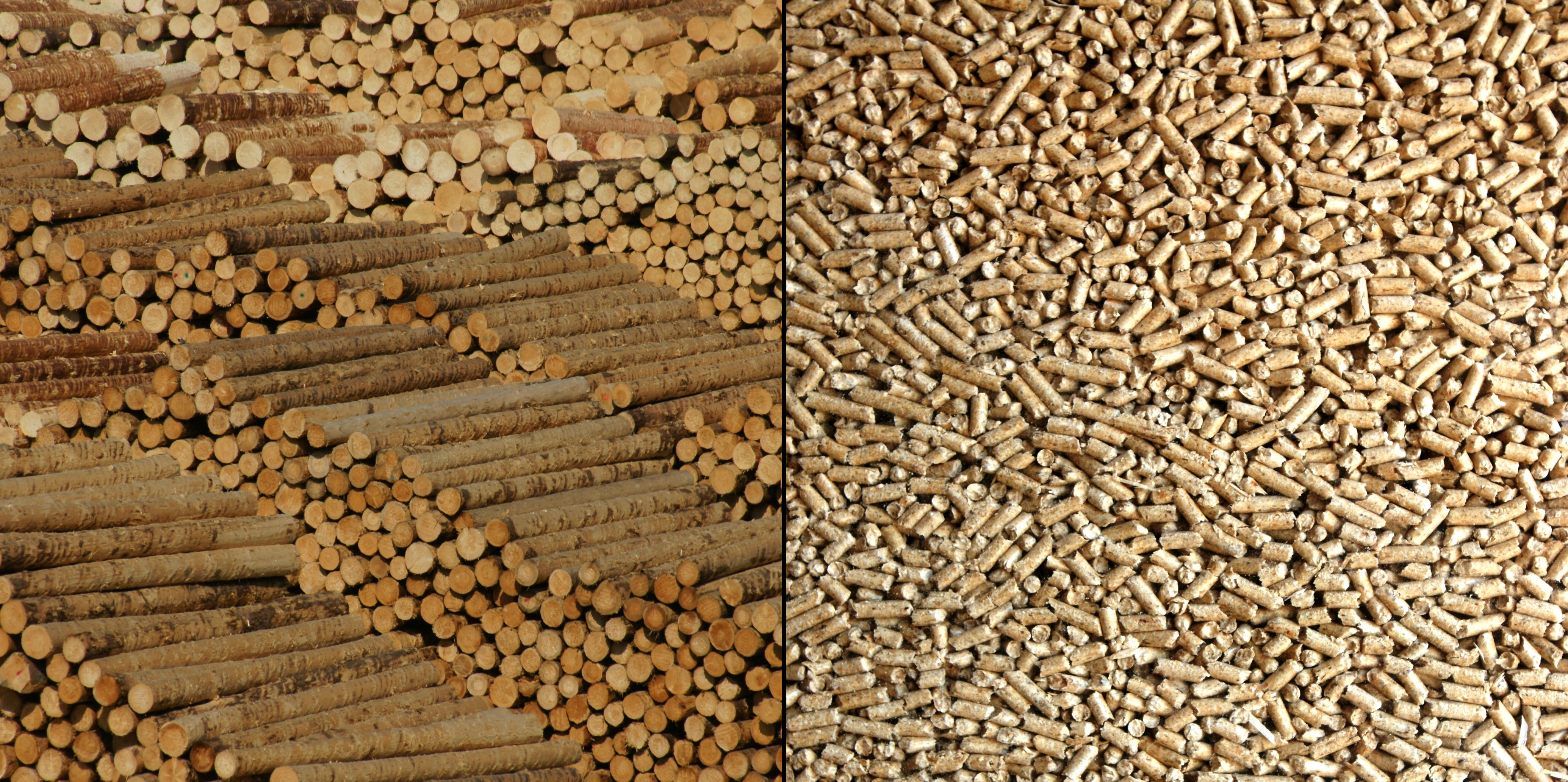
Llenya i pèl·lets

Els pèl·lets són petits cilindres que s'obtenen de triturar i assecar la fusta o altres elements vegetals, tot premsant-los i comprimint-los, posteriorment. La lignina mateixa fa d'aglomerant. No cal ni cola ni cap altra substància més que la mateixa fibra vegetal. Aquest procés els dona una aparença brillant com si estiguessin envernissats, i els fa més densos. Els pèl·lets, que es comporten quasi com un líquid, formen un combustible amb les mateixes característiques d'ús i d'automatització que els combustibles líquids o gasosos, i a més resulta respectuós amb el medi ambient. L'ús de residus forestals és menys econòmic: cal una matèria primera amb una humitat molt baixa (< 12 % bh), mentre que els residus frescs tenen una humitat de 50 % bh, i això requereix un previ assecat forçat.
A Catalunya, la Gran Recessió (2008-2014) va impulsar el consum de llenya i els seus derivats per a escalfar. Del 2011 al 2012, la venda de pèl·lets va augmentar el 50 %. L'Associació Espanyola de Valorització Energètica de la Biomassa (Avebiom) calcula que escalfar-se amb pèl·lets i estelles disminueix la factura energètica d'entre el 40 i el 80 %.

## Propietats
Els pèl·lets tenen diversos avantatges respecte a la llenya:
- S'utilitzen deixalles de poda o de fusteria o arbres de cultura sostenible
- Es poden dosificar. Una estufa de llenya normal només es pot regular en ofegar el foc. La qual cosa en disminueix molt el rendiment tèrmic. En les estufes de pèl·lets és l'estufa mateixa que afegeix pèl·lets segons la demanda d'energia.
- Com que no es regulen ofegant-les es produeix molt menys monòxid de carboni.
- Com que no cal ficar troncs grossos, la grandària de l'estufa es redueix, i pot en alguns casos ser portàtil.
- És més fàcil fer les estufes programables perquè s'encenguin o s'apaguin automàticament.
- El valor energètic per unitat de volum és molt millor que els troncs o branques i caben en qualsevol recipient de qualsevol forma.
- Com per tota combustió de sòlids es crea un residu, aquestes cendres d'origen vegetal i no tòxiques es poden aprofitar com a adob o suplement mineral d'animals, ja que són riques en calci i potassi.
- Produeixen menys contaminants (diòxid de sofre -SO- i dioxines) que els combustibles fòssils.[6]

Per a un mateix valor energètic, ocupen més volum que el gasoil: cal un dipòsit més gran o un proveïment més freqüent.
Respecte d'altres formes de biomassa com la llenya o les estelles tenen alguns desavantatges:
- Les estelles no estan premsades ni tenen un granulat uniforme. Les estelles són més fàcils de produir a partir de residus fusters. A més, s'estalvia l'energia i el cost necessàries per a premsar i assecar els pèl·lets. Reuneixen gairebé tots els avantatges dels pèl·lets, tret del fet que la densitat energètica d'un m³ de pèl·lets és considerablement superior i que la seva forma irregular imposa exigències superiors a la caldera.
- La combustió de pèl·lets demana més oxigen, per la qual cosa es fa necessària una més gran ventilació de la sala de calderes de biomassa que per altres equipaments.

### Certificacions de qualitat del pèl·let
Les certificacions més utilitzades en la comercialització de pèl·let a Europa són:
- Europa: EN ISO 17225-2 (que va substituir el 2014 l'EN 14961-2).[9]
- Àustria: ÖNORM M 7135 – fusta o escorça comprimida en estat natural. Pèl·lets i briquetes. Requisits i especificacions.
- Suècia: Norma sueca SS 18 71 20.
- Alemanya: DIN 51731 i DIN plus (el 2002 DIN CERTCO va oferir un certificat de pèl·lets de fusta per a cremar en calderes específiques de pèl·lets, que combinava la certificació alemanya DIN 51731 i l'austríaca ÖNORM M 7135).
- Itàlia: CTI.R 04/5.

La norma europea EN ISO 17225-2 és la més utilitzada, i classifica els pèl·lets en tres categories, cadascuna amb les seves especificacions:
- Classe A1: procedent de fusta verge del tronc o residu fuster no tractats químicament, amb un contingut baix en cendres i nitrogen. Poder calorífic net: 4,6-5,3 kWh/kg.
- Classe A2: procedent d'arbres sencers sense arrels, residus de tallada, escorça o residu fuster no tractat químicament, per``o amb un contingut en cendres i nitrogen lleugerament superior. Poder calorífic net: 4,5-5,3 kWh/kg.
- Classe B: subproductes i residus de fusta tractada químicament, o fusta reciclada no tractada químicament. Poder calorífic net: 4,4-5,3 kWh/kg. Contingut en cendres inferior a 3%

D'altra banda, la norma ISO 17225-6 s'utilitza per als pèl·lets no llenyosos, incloent els fets amb barreges de biomassa provinent de plantes herbàcies, aquàtiques o fruits, amb dues categories principals:
- Pèl·lets de classes A i B produïts a partir de biomassa herbàcia i fruits, i mescles.
- Pèl·lets fets amb palla, Miscanthus o Phalaris arundinacea.

Els pèl·lets no llenyosos tenen un alt contingut en cendres, clor, nitrogen i sofre, pel qual es recomana el seu ús només en calderes especialment dissenyades per aquest tipus de pèl·let, ja que afavoreixen el risc de corrosió.

## Fabricació de pèl·lets als Països Catalans
L'explotació industrial de la biomassa té un centre de producció important al municipi de Flix i la Ribera d'Ebre s'està convertint en un referent europeu de la bioenergia a través d'una planta de producció de pèl·lets, Riberpelets, i una altra de cogeneració de biomassa. Altres plantes es desenvolupen a Albons, La Garriga i Cassà de la Selva. La planta d'Albons s'alimentarà de fusta d'arbres fruiters, que s'han de substituir cada huit anys i que abans eren cremades sense valorització energètica. A l'Alt Urgell Montferrer i Castellbò i Ribera d'Urgellet, després d'uns inicis prometedors el 2011, es troba en un punt mort.

## Altres combustibles llenyosos
- Estelles
- Llenya
- Briqueta[17]